# Pesn torzhestvuyushchey lyubvi
Pesn torzhestvuyushchey lyubvi é um filme de drama russo de 1915 dirigido por Yevgeni Bauer.

## Enredo
O filme é baseado na história de Ivan Turgenev.

## Elenco
- Vera Kholodnaya
- Vitold Polonsky
- Osip Runich